# Первомайский сельсовет (Первомайский район, Алтайский край)
Первомайский сельсовет — муниципальное образование со статусом сельского поселения и административно-территориальное образование в Первомайском районе Алтайского края России. Административный центр — село Первомайское.

## История
Первомайский сельсовет до 1960 года назывался Сренднекраюшкинским. Среднекраюшкинский сельсовет Среднекраюшкинской волости Барнаульского уезда Алтайской губернии был образован как самостоятельная административная единица Постановлением Сибревкома от 04.08.1920 года. С 1939 по 1960 год представительным органом власти на селе стал Средне-Краюшкинский, а с 1960 по октябрь 1977 года - Первомайский Совет депутатов трудящихся.. 

## Население
| 1997  | 1998  | 1999  | 2000  | 2001  | 2002  |
| ----- | ----- | ----- | ----- | ----- | ----- |
| 5988  | ↗6113 | ↗6172 | ↗6300 | ↘6120 | ↘6102 |
| 2003  | 2004  | 2005  | 2006  | 2007  | 2008  |
| ↘6074 | ↘5959 | ↘5901 | ↘5702 | ↘5678 | ↗5792 |
| 2009  | 2010  | 2011  | 2012  | 2013  | 2014  |
| ↗5826 | ↘5519 | ↘5518 | ↗5569 | ↘5551 | ↘5527 |
| 2015  | 2016  | 2017  | 2018  | 2019  | 2020  |
| →5527 | ↗5539 | ↗5620 | ↘5545 | ↘5415 | ↘5326 |
| 2021  |       |       |       |       |       |
| ↘4527 |       |       |       |       |       |

По результатам Всероссийской переписи населения 2010 года, численность населения муниципального образования составила 5519 человек, в том числе 2541 мужчина и 2978 женщин.

## Состав сельского поселения
В состав сельского поселения входят 4 населённых пункта:
| № | Населённый пункт | Тип населённого пункта       | Население |
| - | ---------------- | ---------------------------- | --------- |
| 1 | Волга            | посёлок                      | ↗168      |
| 2 | Голышево         | село                         | ↘220      |
| 3 | Новоповалиха     | село                         | ↗342      |
| 4 | Первомайское     | село, административный центр | ↘4070     |